# Marià Obiols
Marià Obiols, Mariano Obiols néven is ismert (Barcelona, 1809. november 26. – Barcelona, 1888. december 11.) katalán zeneszerző, karmester és zeneprofesszor.
Az 1847-es alapítástól haláláig a barcelonai Gran Teatre del Liceu zeneigazgatójaként szolgált. Három operát is komponált, továbbá az Il regio imeneo kantátát, amely a Liceu Operaházat nyitotta meg, művészi dalokat, kamarazenéket és számos vallási zeneművet is. Vokális zenéje nagyrészt olasz stílusú, tükrözve olaszországi tanulmányait, valamint Saverio Mercadante befolyását.
A Conservatori Superior de Música del Liceu professzoraként számos énekesnek, zeneszerzőnek és karmesternek befolyásolta a fejlődését, zongora- és szolfézsmódszerekről írt könyveket, amelyek a konzervatórium standard szövegeivé, tananyagává váltak.